# 安特·布迪米尔
安特·布迪米尔（1991年7月22日—），克罗地亚男子足球运动员，场上位置是前锋。他曾代表克罗地亚参加2020年欧洲足球锦标赛，结果队伍止步十六强赛。